# پدرو کارمونا

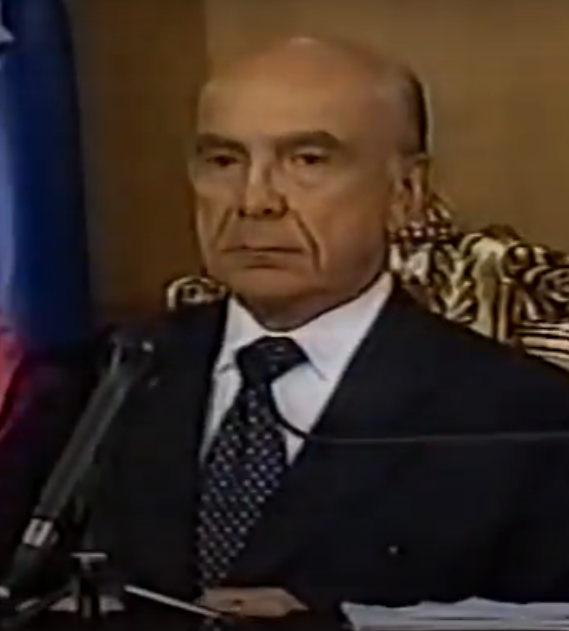
نگارهٔ پدرو کارمونا، رهبر کودتای نافرجام سال ۲۰۰۲

پدرو کارمونا (به انگلیسی: Pedro Francisco Carmona Estanga) (زاده ۶ ژوئیه ۱۹۴۱) تاجر ونزوئلایی و رهبر کودتای نافرجام سال ۲۰۰۲ علیه هوگو چاوز بود. وی برای مدت کوتاهی(چهل و هشت ساعت) ادعای ریاست جمهوری کرده و سوگند خورد اما نهایتاً با حمایت مردم چاوز به قدرت بازگشت و کارمونا به کلمبیا پناهنده شد. دولت ایالات متحده آمریکا قدرت کارمونا را به رسمیت شناخته بود.